# Miyashita Shuho
Shuho Miyashita (sinh ngày 26 tháng 10 năm 1994) là một cầu thủ bóng đá người Nhật Bản.

## Sự nghiệp câu lạc bộ
Shuho Miyashita đã từng chơi cho Matsumoto Yamaga FC.